# Rejon korabliński

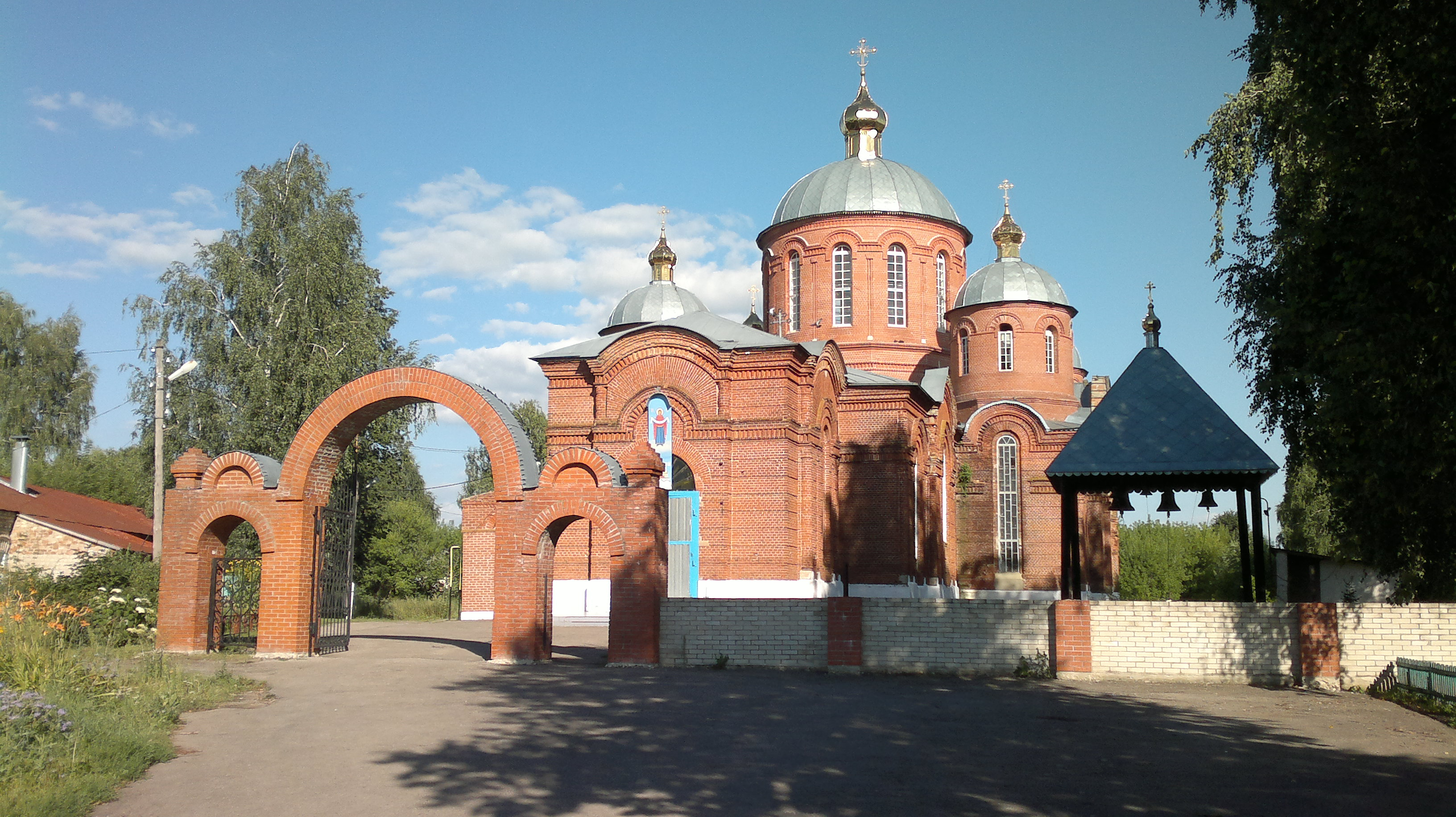
Cerkiew w Korablinie

Rejon korabliński (ros. Кораблинский район) – jednostka podziału terytorialnego w obwodzie riazańskim, w Federacji Rosyjskiej.

## Ludność
Ludność miejska stanowi 46,04% ogółu mieszkańców rejonu. 
Według wyników spisu powszechnego ludności 2020 zamieszkiwały następujące narodowości: 

- Rosjanie 92,66%,
- Kirgizowie 0,98%,
- Uzbecy 0,58%,
- Tadżykowie 0,58%,
- Ukraińcy 0,44%,
- Ormianie 0,42%,
- Tatarzy 0,37%,
- Azerowie 0,25%,
- Mołdawianie 0,15%,
- inni 3,57%

## Podział administracyjny
W strukturze administracyjno-terytorialnej rejon korabliński obejmuje 1 miasto rejonowe (Korablino) i 9 gmin wiejskich. W ramach organizacji samorządu lokalnego rejon dzieli się na 10 gmin , w tym 1 miejską i 9 wiejskich:
- Miasto Korablino
- Gmina Bobrowinki – 18 wsi
- Gmina Kpczakowo – 14 wsi
- Gmina Kliuch – 9 wsi
- Gmina Kovalinka – 6 wsi
- Gmina Molwina Słoboda – 15 wsi
- Gmina Nieznanowo – 21 wsi
- Gmina Pechlets – 5 wsi
- Gmina Pustino – 17 wsi
- Gmina Jabłonewo – 9 wsi

## Edukacja
W rejonie korablińskim działa 16 szkół, 14 organizacji wychowania przedszkolnego i 5 dodatkowych organizacji edukacyjnych: szkoły sportowe, artystyczne, muzyczne, a także centrum kreatywności dla dzieci. W placówkach dokształcania i doskonalenia uczestniczy 1987 osób, czyli jedynie 77,7% uczniów w rejonie korzysta z usług placówek dokształcania nieodpłatnie. Współpracuje z nimi 73 nauczycieli edukacji dodatkowej. Wszystkie szkoły przeszły na zajęcia na jedną zmianę.
W mieście Korablino znajduje się Wyższa Szkoła Rolnicza.

## Kultura i media
W rejonie korablińskim działa 58 instytucji kulturalnych. Należą do nich Okręgowy Dom Kultury Korablinskiej i Centralny System Biblioteczny Korabliński, składający się z 29 bibliotek. Znajduje się tu muzeum historii lokalnej.
Dzielnicowy dom kultury jest centrum życia społecznego i kulturalnego miasta Korablino i rejonu korablińskiego. Działa w jego ramach 27 zespołów kreatywnych, zatrudniających 433 osoby. Spośród nich 15 to grupy dziecięce liczące 250 uczestników.
Transmisja telewizyjna realizowana jest przez spółkę telewizyjno-radiową Korablino w soboty w godzinach wieczornej największej oglądalności w godzinach 18.00 - 21.00 na kanale TV Centrum. Główną gazetą w obwodzie jest „Korablinskije Wiesti”, wydawana od 1931 roku.